# Termékelhelyezés
A termékelhelyezés (angolul product placement) egy olyan reklámtevékenység, amelyben egy cég áruja vagy szolgáltatása az általa szponzorált képben, hangban vagy egyéb észlelhető módon a műsorszámban nem hirdetésszerű módon jelenik meg. A termékelhelyezés jelen lehet a filmekben, a zenei klipekben, a videómegosztó portálok tartalmaiban és a televíziós műsorokban. A product placement az 1980-as években vált általánossá.

## Története
A termékelhelyezés a 19. századra vezethető vissza.
Verne Gyulánál például lobbiztak a hajózási és a közlekedési társaságok, hogy említse meg őket a regényeiben.

## Termékelhelyezés Magyarországon
A termékelhelyezés hazánkban először az 1980-as évek végén tűnt fel a Magyar Televízióban, többek között a Szomszédok sorozat esetében (például: MALÉV, CAOLA, L'Oreal, stb.). Ekkor még viszonylag ritkán fordult elő. A rendszerváltást követően, az 1990-es évek elején viszont már általánosan, néha zavaróan gyakran és feltűnően alkalmazták, a szórakoztató jellegű programok mellett például a Kisváros és a Família Kft. című sorozatokban, vagy akár az előbb említett Szomszédokban is egyre sűrűbbé vált. Az első médiatörvény 1996-os bevezetésével betiltották a rádiós és a televíziós produkciókban, csupán a mozifilmekben maradt meg. 2010 decemberében az Országgyűlés elfogadta a második médiatörvényt, amely ismét lehetővé tette a rádiós és a televíziós műsorok készítői számára a termékelhelyezést. (Csupán diszkrét módon, bizonyos keretek között.) Az új médiatörvényben a termékelhelyezés adta lehetőséget a Való Világ 4-ben alkalmazták először. Azóta az ilyen jellegű produkciók előtt kötelező elhangzania a következő mondatnak: "A műsorszám termékmegjelenítést tartalmaz."

## Fordítás
- Ez a szócikk részben vagy egészben  a   Product placement című angol Wikipédia-szócikk fordításán alapul.  Az eredeti cikk szerkesztőit annak laptörténete sorolja fel. Ez a jelzés csupán a megfogalmazás eredetét és a szerzői jogokat jelzi, nem szolgál a cikkben szereplő információk forrásmegjelöléseként.